# Euhesma lucida
Euhesma lucida là một loài Hymenoptera trong họ Colletidae. Loài này được Exley mô tả khoa học năm 2002.